# قات
القات أو شاي العرب (الاسم العلمي: Catha edulis) هو أحد النباتات المخدرة التي تنبت في شرق أفريقيا واليمن، تحتوي نبتة القات على مينوامين شبه قلوي يدعى الكاثينون وهو شبيه بأمفيتامين منشط، وهو مسبب لانعدام الشهية وحالة النشاط الزائد صنفته منظمة الصحة العالمية كعقار ضار من الممكن أن يتسبب في حالة خفيفة أو متوسطة من الإدمان (أقل من الكحوليات والتبغ). في 1980 صَنفته منظمة الصحة العالمة كمخدر ضار يتسبب بإدمان نفسي، وهو مُحرم في بعض الديانات كالإسلام.
تختلف قوانين استعماله بحسب المنطقة؛ فهو في العديد من الدول غير خاضع للرقابة لكنه يُمنع تحت قوانين عامة. وهو خاضع للرقابة مثلاً في دول مثل كندا وألمانيا والمملكة المتحدة والولايات المتحدة. في المقابل، فإن إنتاج وبيع واستهلاك القات مسموح في الدول التي يُمثل القات جزءًا من ثقافتها، على سبيل المثال اليمن وجيبوتي وكينيا وأوغندا وإثيوبيا والصومال وفي إسرائيل حيث أنها تستضيف يهود من أصل يمني وتَسمح فقط باستخدام الأوراق في حالتها الطبيعية.

## الوصف
القات شجيرة بطيئة النمو يبلغ متوسط طولها ما بين 1.4 - 3.1 أمتار حسب المنطقة ونسبة هطول الأمطار يبلغ طول أوراقه قرابة 5 إلى 10 سنتيمترات وهي مستديمة الخضرة.

## التاريخ
أصل وبداية استخدام النبتة غير معروف، ولكن نظرياً تعيده إلى إثيوبيا دخل إلى اليمن في القرن السادس عشر للميلاد  نشرت عدد من المجلات العلمية أنه استخدم من المصريين القدماء كوسيلة لإطلاق خيالاتهم الإلهية وتصفية أذهانهم للتأمل  إلا أن عادة مضغه مشهورة في اليمن وكتب عدد من الرحالة بشأنه مثل ريتشارد فرانسيس برتون وكارستن نيبور. ذكر نيبور أن عادة المضغ كانت منتشرة في المناطق الشمالية لليمن عام 1762  أما حكومة عدن البريطانية حينها عام 1844، فقد أصدرت رخص لعدد محدود من التجار يسمح لهم ببيعه، وكانت أسعاره مرتفعة للغاية عادة المضغ مقتصرة على الرجال (غالباً) في اليمن ومرتبطة بعادات اجتماعية  حاولت الإدارة البريطانية تقليل استخدامه عن طريق فرض ضرائب باهظة على مصدريه ومستخدميه، نجحت الخطوة في زيادة ثراء الخزينة الحكومية ولكنها لم تقلل من الاستخدام  لا توجد مصادر عن حالته القانونية في المناطق الشمالية للبلاد حينها، ولكن عدداً من الرحالة كتب عن انتشاره ولم يكن هناك دستور أصلاً إذ كان الإمام هو كل ما تتمحور حوله البلاد  لا توجد دلائل أن السبئيين عرفوا هذه النبتة على الإطلاق، ولم يرد عنها ذكر في الكتابات الإسلامية المبكرة.

## آثار القات الاقتصادية

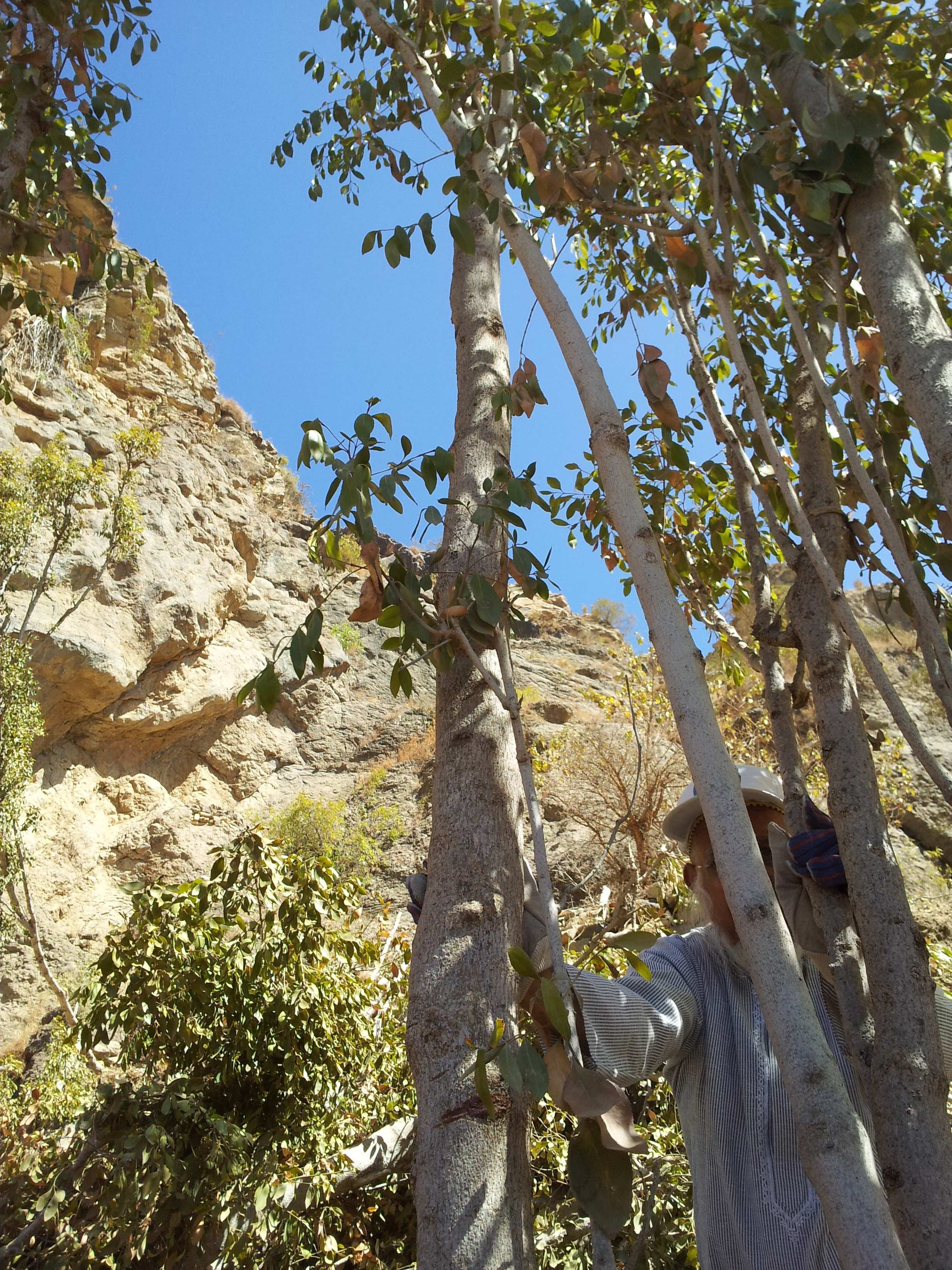
أشجار القات في اليمن

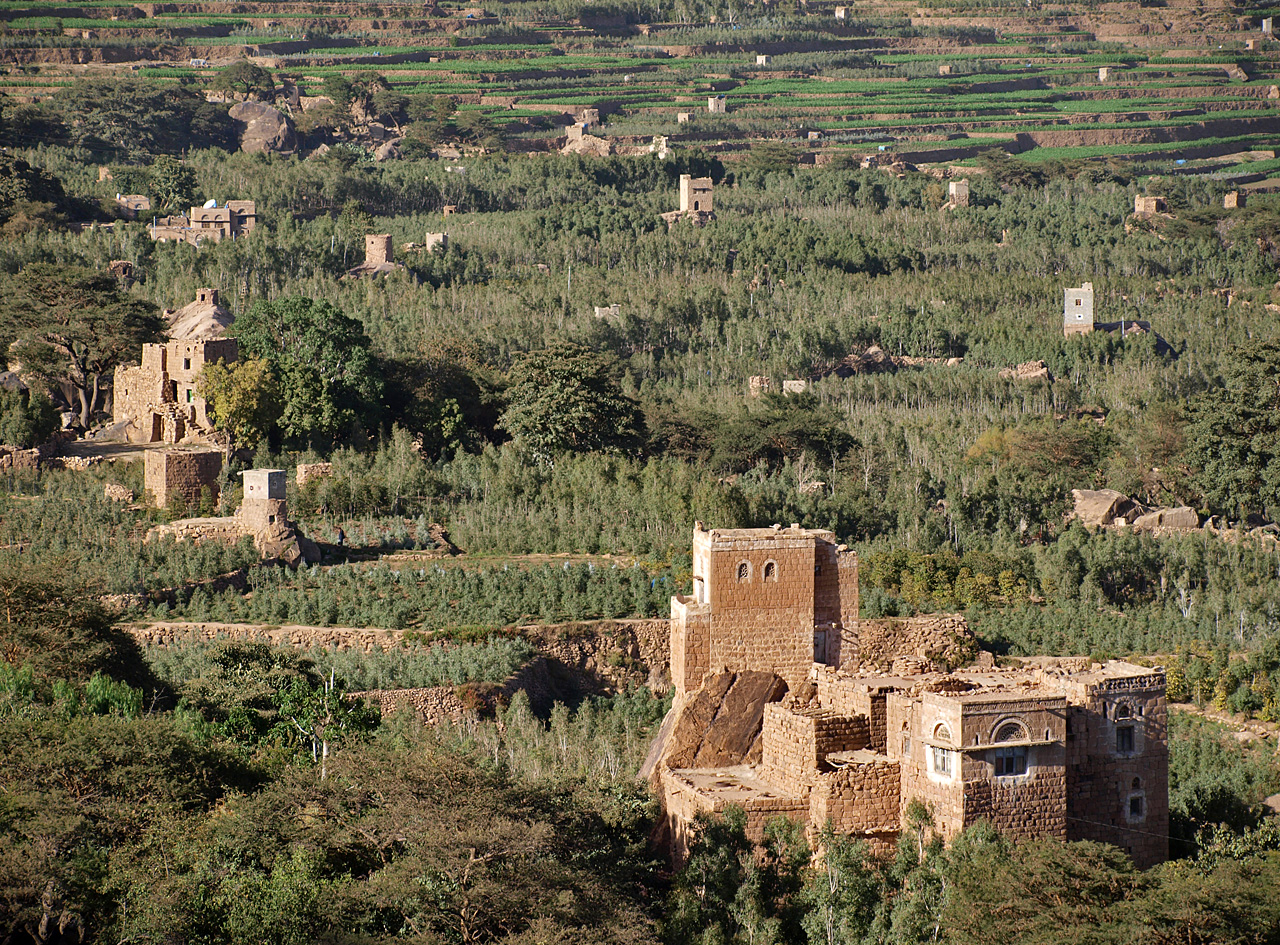
زراعة القات غرب اليمن بالقرب من مديرية الطويلة

كانت اليمن من أشهر الدول المصدرة للبن ويُعتبر البن اليماني من أجود أنواعه على الإطلاق تأثرت زراعته وقطاع الزراعة في الجمهورية اليمنية بشكل عام بسبب زراعة القات ويستهلك قرابة 40% من مياه الري خاصة وأن محصول البلاد من المياه ضئيل أصلاً  وكل حزمة تكلف حوالي 500 لتر من الماء ويقول العلماء أن صنعاء قد تكون أول عاصمة في العالم تجف فيها المياه تماما  بالإضافة لآثاره الصحية، فإن القات يشكل خطر اقتصادي قاتل فالقات يؤثر على سير الأعمال في اليمن فرغم البطالة المرتفعة بين الشباب، إلا أن الموظفين منهم لا يقضون سوى بضع ساعات في الصباح لأعمالهم ومن في الساعة الثانية ظهراً تقريبا، تتوقف عجلة العمل في اليمن وينحسر النشاط في صنعاء إلى بدايات المساء وفق تقرير مجلة النيويوركر الأمريكية التي وصفت الرئيس السابق علي عبد الله صالح بـ«المحظوظ» بسبب هذه العادة الاجتماعية كثير من الأراضي الزراعية الصالحة لزراعة الفواكة والخضار أقتطعت لزراعة القات للمدخول الكبير الذي ينتج عن تجارته ومعظمهم من مشايخ القبائل المتنفذين بالذات في المرتفعات الجبلية المسلحة والمقربين من الرئيس السابق علي عبد الله صالح يكادون يعتمدون اعتماد شبه كلي على تجارة هذه النبتة ولم تبذل الحكومة جهداً يذكر لمكافحة استخدامها لأن الضرائب المفروضة أصلاً لا تجد طريقها إلى خزانة الدولة بل إلى هولاء المسؤولين وفق تقرير مؤسسة جيمس تاون الأمريكية  بل في «فيلم وثائقي» بطابع دعائي من إنتاج مجموعة إم بي سي تصف فيه صالح بـ«باني اليمن ومغيرها من حال إلى حال»، أخبر علي عبد الله صالح الإعلامية نيكول تنوري أن القات مثل الشاي  مدخول تجارة القات يقارب 12 مليون دولار يومياً  كان الاقتصاد اليمني عبر العصور يحقق الاكتفاء الذاتي ولم يستورد اليمنيين طعامهم أبداً، الآن حوالي 80% من الغذاء مستورد 
أدرجت منظمة الصحة العالمية القات عام 1973 ضمن قائمة المواد المخدرة، بعدما أثبتت أبحاث المنظمة التي استمرت ست سنوات احتواء نبتة القات على مادتي نوربسيدو فيدرين والكاثين المشابهتين في تأثيرهما للأمفيتامينات.
في عام 2009، تم استخدام مليار لتر من الديزل لضخ المياه لأغراض زراعية وقدرت الحكومة مقدار ماصرفته لإستنزاف مواردها المائية بنفسها بقرابة 700 مليون دولار  ومرد مشكلة المياه في اليمن هو تخزين القات إذ تحتاج هذه الشجيرة مياها أكثر من باقي الأشجار وزيادة الطلب عليها يدفع المزارعين والتجار إلى مضاعفة إنتاجهم  يتم استهلاك كمية مياه عالية جدا لدرجة أن مستويات المياه الجوفية في حوض صنعاء آخذة في التناقص بسبب هذا والمسؤولين الحكوميين اقترحوا انتقال أجزاء كبيرة من سكان صنعاء إلى ساحل البحر الأحمر.
في بلدان أخرى خارج المنطقة الأساسية المتمثلة في النمو والاستهلاك يمضغ القات في الحفلات أو المناسبات الاجتماعية. ويستخدم من قبل المزارعين والعمال للحد من التعب الجسدي أو الجوع والسائقين والطلاب لتحسين الاهتمام. في ثقافة سكان النخبة المضادة في كينيا فإن القات (المشار إليها محليا باسم فيفي أو ميرا) يستخدم لمواجهة الآثار المترتبة على شرب الخمر على غرار استخدام ورقة الكوكا في أمريكا الجنوبية.

## آثاره الصحية
يحتوي القات على منشطات ذهنية تزيد من حالة النشاط تستمر لساعة ونصف أو ثلاث ساعات. إذ سرعان ما يراود الخمول الجسد ويدفعه للمزيد من تلك النبتة. القات مسؤول عن ارتفاع ضغط الدم واحتشاء عضلة القلب ومضغه لساعات طويلة سبب في نوبات قلبية مفاجئة، وهي سبب رئيسي في انعدام الشهية والأورام الخبيثة في الفم. لا يرتبط القات بمشاكل في قرحة المعدة والمرئ ولكنه عامل مساعد إذا ماترافق مع التدخين.

## الكيمياء والصيدلة

هيكل الكاثينون

يعزى التأثير المنشط للنبات في الأصل إلى الكاثين وهي مادة من نوع الفينيثيلامين معزولة عن النبات. ومع ذلك توجد تقارير متنازع عليها تبين أن المستخلصات النباتية من الأوراق الطازجة تحتوي على مادة أخرى أكثر نشاطاً من الكاثين سلوكياً. في عام 1975 تم عزل قلويد الكاثينون ذات الصلة وتأسس تكوين مطلق في عام 1978. الكاثينون ليس مستقراً جداً وينهار لإنتاج الكاثين والنورإيفيدرين. هذه المواد الكيميائية تنتمي إلى عائلة (الفنيل) وهي مجموعة فرعية من الفينيثيلامين المتعلقة بالأمفيتامينات والأدرينالين والنورادرينالين والكاتيكولامينات. في الواقع الكاثينون والكاثين لديهما نفس الهيكل أمفيتامين. القات في بعض الأحيان يخلط بينه وبين ميثكاثينون (المعروف أيضاً باسم القط) وهي مادة الجدول الأول التي تمتلك بنية كيميائية تشبه العنصر النشط الكاثينون لشجرة القات. ومع ذلك فإن كلاً من الآثار الجانبية وخصائص الإدمان من ميثكاثينون أقوى بكثير من تلك المرتبطة باستخدام القات.
عندما تجف أوراق القات فإن أكثر العناصر فعالية كيميائياً وهو الكاثينون يتحلل في غضون 48 ساعة تاركاً وراءه أكثر كاثين معتدل كيميائياً. يحصد القات خلال تجميع الأوراق والسيقان في أكياس بلاستيكية أو وضعها في أوراق الموز للحفاظ على الرطوبة والحفاظ على الكاثينون قوياً. ومن الشائع أيضاً بالنسبة لتجار القات أن يرش النبات بالماء بشكل متكرر أو استخدام أجهزة التبريد أثناء النقل.
عندما تمضغ أوراق القات يتم الإفراج عن الكاثين والكاثينون ثم امتصاصهما من خلال الأغشية المخاطية للفم وبطانة المعدة. ويتجلى عمل الكاثين والكاثينون على امتصاص الادرينالين وقد ثبت في حيوانات المختبر. وتظهر أن واحداً أو كلاً من هذه المواد الكيميائية تسبب للجسم إعادة تدوير هذه الناقلات العصبية ببطء أكثر مما يؤدي إلى اليقظة والأرق المرتبط باستخدام القات.
مستقبلات السيروتونين تشبه بشكل عالي للالكاثينون مما يشير إلى أن هذه المادة الكيميائية هي المسؤولة عن مشاعر النشوة المرتبطة عند مضغ القات. في الفئران فإن الكاثينون ينتج نفس أنواع سرعة العصبية أو السلوكيات المتكررة المرتبطة بالأمفيتامينات. تظهر آثار الكاثينون بعد 15 إلى 30 دقيقة مع ما يقرب من 98٪ من المواد الخاضعة للاستقلاب في النورإيفيدرين عن طريق الكبد.
الكاثين أقل من المفهوم ويعمل كمستقبلات أدرينالية يسبب إطلاق سراح الأدرينالين والإفرازات. لديه نصف عمر حوالي 3 ساعات في البشر. لأن تأثير المستقبلات مماثلة لأدوية الكوكايين والعلاج من الإدمان في بعض الأحيان مماثل لتلك التي من الكوكايين. وبروموكريبتين يمكن أن يقلل من الرغبة الشديدة في الدواء وأعراض الانسحاب في غضون 24 ساعة.

## القات حسب البلد

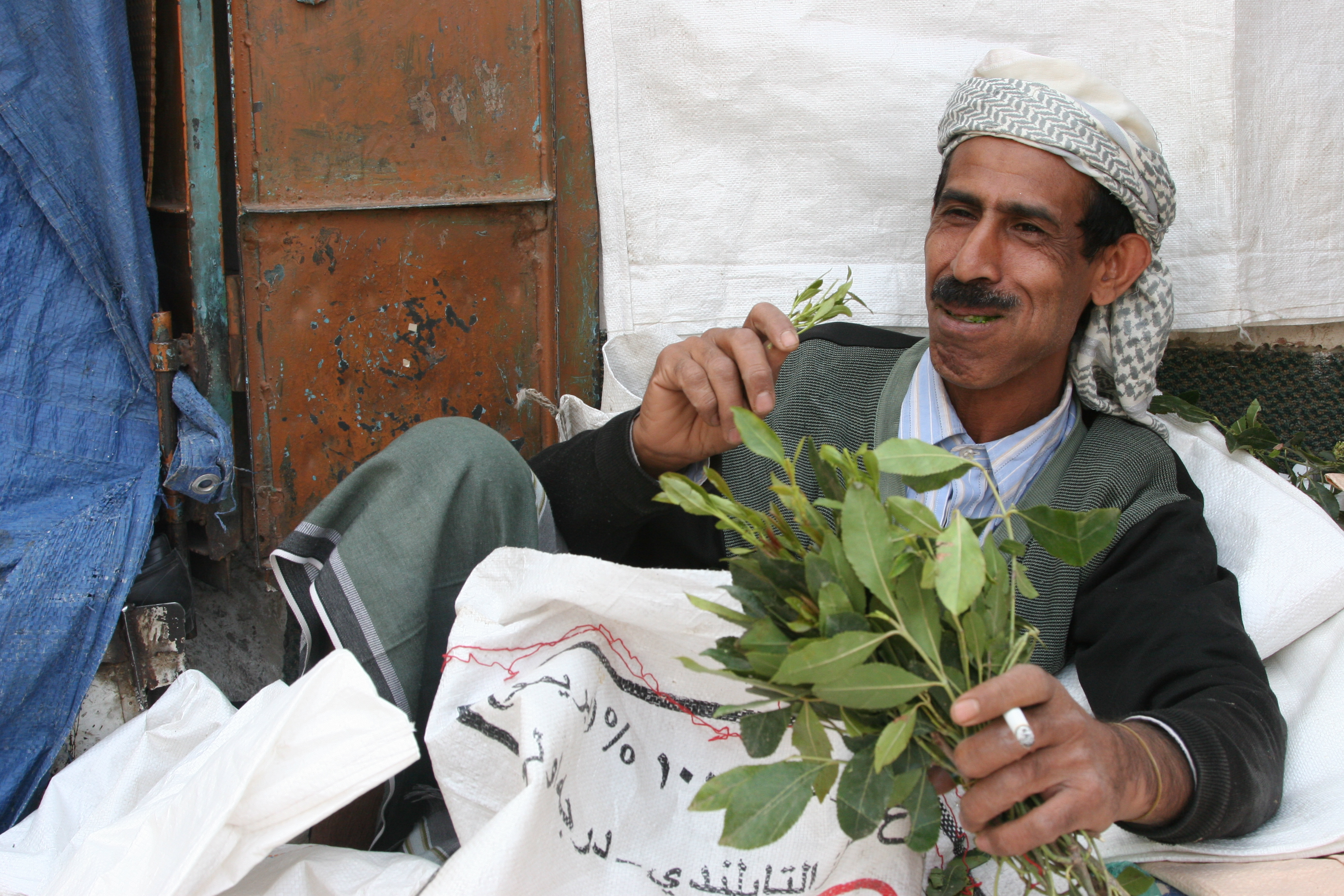
رجل من صنعاء اليمن يمضغ القات

يقدر بنحو 5 إلى 10 مليون شخص على مستوى العالم يستخدمون القات بشكل يومي. يزرع القات بشكل أساسي في مجتمعات القرن الأفريقي وشبه الجزيرة العربية تحديد اليمن، حيث يتمتع مضغ القات بتاريخ طويل كعادة اجتماعية تعود إلى آلاف السنين.
الشكل التقليدي لمضغ القات في اليمن يشمل المستخدمين الذكور فقط. مضغ القات من قبل الإناث أقل رسمية وأقل تواترا. يقدر الباحثون أن حوالي 70-80٪ من اليمنيين الذين تتراوح أعمارهم بين 16 و 50 عامًا يمضغون القات، على الأقل في بعض الأحيان. ما يقرب من 60-90٪ من الذكور و 35٪ من الإناث اليمنيات يمضغون القات يومياً. قبل توحيد اليمن في عام 1990، كان مضغ القات يقتصر إلى حد كبير على الجبال الشمالية الغربية من البلاد، حيث ينمو القات. اليمنيون ينفقون ما يقدر بـ 14.6 مليون ساعة عمل في اليوم من مضغ القات. قدر الباحثون أيضًا أن العائلات تنفق حوالي 17٪ من دخلها على القات.
ومع ذلك، بين المجتمعات في القرن الأفريقي (جيبوتي وإثيوبيا والصومال) وشبه الجزيرة العربية، فإن مضغ القات له تاريخ طويل كعادة اجتماعية تعود إلى آلاف السنين.
اعتبرت طوائف الإمبراطورية المصرية القديمة نبات القات مادة مقدسة قادرة على تحقيق ألوهية المستخدم. لقد استهلك هؤلاء المصريون الأوائل النبات بشكل احتفالي في محاولات للتغلب على «التأليه» و / أو اكتساب وإظهار التجارب الصوفية والغيبوبة النظامية والتجارب الميتافيزيقية الأخرى بدلاً من الاستخدام الترفيهي المعتاد أو الإساءة. كما استخدمها الصوفيون لتكثيف خبرتهم الصوفية ولتيسير الشعور بالاتحاد مع الله.
تم العثور على أقرب وصف موثقة يعرف القات في فاي كتاب الله Saidala-في الطب، كتاب الصيدلة في الطب ، عمل من القرن الحادي عشر عن الصيدلة والمواد الطبية كتبه أبو ريحان البيروني، عالم فارسي وعالم أحياء. كتب البيروني غير مدرك لأصوله أن القات:

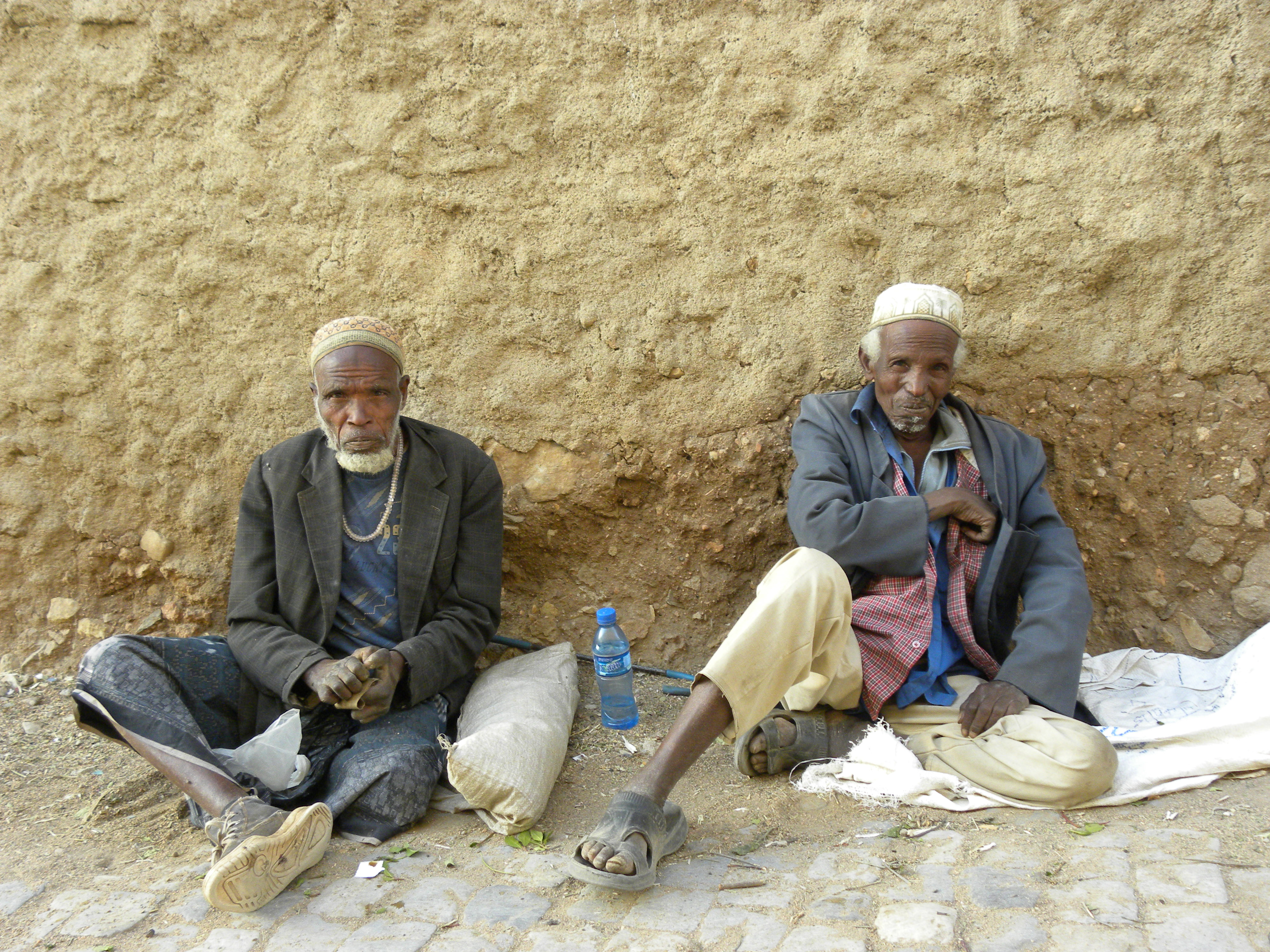
رجال من هرر اثيوبيا يمضغون القات

في عام 1856، وصف الكاتب الإنجليزي تشارلز ديكنز أيضًا عادة مضغ القات في منطقة القرن والأراضي الخليجية المجاورة، وشبهها بشرب الشاي الأخضر القوي:
في الوقت الحاضر يقتصر استهلاك القات على شرق أفريقيا وجنوب غرب شبه الجزيرة العربية. وتشمل هذه البلدان جيبوتي وإثيوبيا وكينيا والصومال (بما في ذلك أرض الصومال) وأوغندا واليمن.
النبات موطنه شبه الجزيرة العربية والقرن الأفريقي، على الرغم من أسبابه الأصلية، إلا أنه قانوني فقط في واحد من عدة بلدان في شبه الجزيرة العربية، اليمن. ومع ذلك، فإن النبات متاح على نطاق واسع وقانوني في شرق إفريقيا، وتعتبره بعض إفريقيا من الدول من ناحية أخرى مثل جنوب إفريقيا نوعًا محميًا.
بعد حظر القات في محمية عدن الخاضعة للحكم البريطاني، خلصت لجنة تحقيق القات في عدن إلى أن «القات لا يتسبب في إدمان مثل الأفيون أو الحشيش، حيث لا يعاني من حُرم منه فجأة من عواقب جسدية. .» 

### قارة افريقيا

#### اثيوبيا

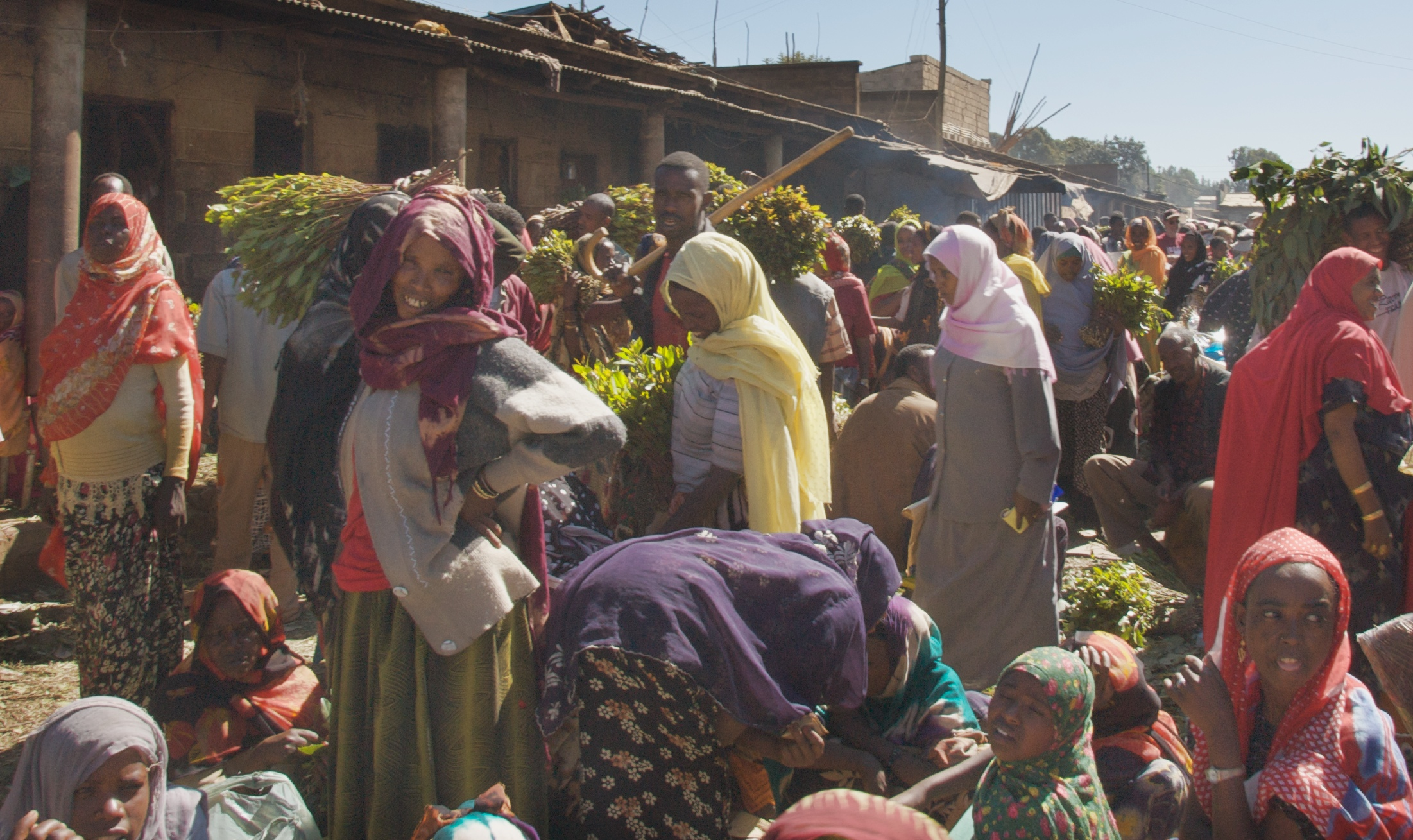
تداول القات في اثيوبيا

القات قانوني في إثيوبيا. ويزع بشكل كبير ويباع في اسواق عامه.

#### الصومال
القات قانوني في الصومال.

#### جيبوتي
القات قانوني في جيبوتي.

#### كينيا
القات قانوني في كينيا. ومع ذلك، يتم تصنيف اثنين من مكوناته النشطة، الكاثينون والكاثين، كمواد من الفئة C.

#### جنوب أفريقيا
استخدام القات غير قانوني.
في جنوب إفريقيا، تعد Catha edulis شجرة محمية.

#### أوغندا
القات قانوني في أوغندا ولكن الجهود جارية (اعتبارًا من أكتوبر 2015) لحظره.

### اليمن
اليمن هي البلد الاعلى استهلاكا وزراعة للقات والقات قانوني في اليمن. ومع ذلك، فإن زراعة المحاصيل وبيع أوراقها تحكمها سلسلة من اللوائح. في عام 2007، أصدرت الحكومة اليمنية قانونًا يقيد زراعة القات في عدد من الأراضي المسطحة والأحواض ذات الإجهاد المائي العالي. كما حدد قانون الضريبة العامة على المبيعات لعام 2005 معدل الضريبة على القات بنسبة 20٪ من سعر التجزئة.
أدى انتشار زراعة القات في اليمن إلى تفاقم النقص الحاد في المياه. يعتبر القات أكثر استهلاكًا للمياه من المحاصيل الأخرى. كما لعبت دورًا رئيسيًا في حدوث مجاعة في البلاد.

#### إسرائيل
لقات، المسمى «جات» في إسرائيل، يستهلكه اليهود اليمنيون بشكل أساسي. ويطلق على النشاط مضغ أوراقها "lehazen" ((بالعبرية: לכזן‏)). يمكن أن تستغرق عملية مضغ القات عدة ساعات. بعض مضغ جات في لقاء وهو ما يسمى "tahazina" ((بالعبرية: תכזינה‏)). يزرع القات تقليديا في حدائق خاصة، ولكن يمكن العثور عليه في بعض الأسواق.
القات مسموح به في إسرائيل طالما يتم استهلاكه في شكله الطبيعي ، لكن تقطير مكوناته غير قانوني. يستخدم البعض النبات كتحوط لأنه دائم الخضرة.
في عام 2003، بدأ بيع حبوب هاجيجات ، وهي حبة من مادة الكاثينون المستخرجة ، في أكشاك في إسرائيل. بعد عدة حالات من العلاج في المستشفى ، صنفت وزارة الصحة الإسرائيلية الكاثينون على أنه مخدر خطير ، وتم حظر هاجيجات.  يسمح بمضغ النبات نفسه وبيعه في حالته الطبيعية حيث لم يتم العثور على أي ضرر بكميات طبيعية.
اعتبارًا من يونيو 2012، أعلنت سلطة مكافحة المخدرات الإسرائيلية أن المشروبات التي تحتوي على القات تعتبر غير قانونية وفقًا لقانون المخدرات الخطرة لدولة إسرائيل.

#### المملكة العربية السعودية
يتم تداول القات في السعودية سرا والقات غير قانوني في السعودية. ويتم تهريبه غالبا من اثيوبيا واليمن

#### الإمارات العربية المتحدة
القات غير قانوني في دولة الإمارات العربية المتحدة بموجب القانون الاتحادي رقم 14 لعام 1995 بشأن الإجراءات المضادة ضد المخدرات والمؤثرات العقلية. الجدول رقم 4، الجزء 2 (5)، ينص على حظر زراعة وحيازة القات (Catha Edulis). قد يؤدي حيازة وبيع القات إلى السجن المؤبد.

#### الدنمارك
كان القات محظورًا في الدنمارك منذ عام 1993. في عام 2009، قامت هيئة الصحة الدنماركية بالتحقيق في استخدام القات بين الصوماليين في الدنمارك. تم استخدام استبيان مع 848 مستجيب. وأشارت الردود إلى أن 48٪ من الذكور الصوماليين و 16٪ من الإناث يتعاطونها شهريًا وأن 29٪ من الذكور و 6٪ من الإناث يتعاطونها مرتين أو أكثر في الأسبوع. نصف المستجيبين لم يستخدموا القات قط. وأشارت الردود إلى أن الصوماليين يشكلون الغالبية العظمى من المستخدمين في الدانمرك.
كما بحث التقرير المواقف تجاه استخدام القات بين الصوماليين في الدنمارك. في المجمل ، ذكر اثنان من كل ثلاثة مشاركين أن القات يمثل مشكلة للاندماج الاجتماعي في المجتمع الدنماركي ، بينما قال واحد من كل ثلاثة مستخدمين نفس الشيء. أشارت الردود إلى أن اثنين من كل ثلاثة يعتبران القات جزءًا من الثقافة الصومالية ، على الرغم من أن اثنين من كل ثلاثة ذكروا أيضًا أنهم يتفقون على وجوب حظر القات في الدنمارك.

#### فنلندا
يُصنف القات على أنه مخدر غير قانوني في فنلندا ،  وحيازته واستخدامه وبيعه محظور ويعاقب عليه. كما هو الحال مع جميع المخدرات غير المشروعة ، فإن تشغيل سيارة ذات مستويات يمكن اكتشافها من القات أو مستقلباته في نظام المرء يمكن أن يؤدي أيضًا إلى الإدانة بالقيادة تحت تأثير المخدرات ، حتى لو لم يظهر السائق في حالة سكر.

#### فرنسا
القات محظور في فرنسا كمنشط منذ عام 1957.

#### ألمانيا
في ألمانيا ، يُدرج الكاثينون على أنه «مادة غير قابلة للاتجار»، مما يجعل حيازة وبيع وشراء القات الطازج أمرًا غير قانوني. مشتق الكاثين ، مع "norpseudoephedrin" مدرج كاسم بديل ، متاح فقط بوصفة طبية.
في عام 2017، 5815 تم اكتشاف كيلوجرام قات من قبل مسؤولي الجمارك في فرانكفورت. في يونيو 2018، 324 تم اكتشاف كغم قات في عبوات من شرق إفريقيا.

#### أيسلندا
في أغسطس 2010، اعترضت الشرطة الأيسلندية عمليات تهريب القات لأول مرة. 37 تمت مصادرة كلغ. كانت الأدوية على الأرجح معدة للبيع في كندا. مرة أخرى في مايو / أيار 2011، اعترضت الشرطة حوالي 60 شخصًا كلغ.

#### أيرلندا
القات هو عقار خاضع للرقابة لأغراض قانون إساءة استخدام المخدرات لعام 1977 والجدول 1 من لوائح إساءة استخدام العقاقير لعام 1988. على هذا النحو ، يحظر حيازتها وتوريدها غير المصرح به.

#### إيطاليا
تم إدراج القات في الجدول الأول من القائمة الرسمية الإيطالية للأدوية ذات التأثير النفساني تحت اسم "Catha edulis pianta" (بالإنجليزية: Catha edulis plant ") وبالتالي فإن الحيازة ممنوعة.

#### هولندا
في مجالات هولندا والمكونات النشطة من القات، الكاثين والكاثينون، مؤهلون كما المخدرات القوية والمحرمة. يقتصر الاستخدام في الغالب على المجتمع الصومالي. في عام 2008، قرر وزير الصحة آب كلينك عدم تصنيف المصنع غير المعالج كأدوية بعد التشاور مع الخبراء. ومع ذلك ، في 9 يناير 2012، أعلنت الحكومة الهولندية حظراً على القات.

#### النرويج
في النرويج ، يُصنف القات على أنه مخدر وهو غير قانوني للاستخدام والبيع والحيازة. معظم المستخدمين هم من المهاجرين الصوماليين ويتم تهريب القات من هولندا والمملكة المتحدة.
ضبطت الجمارك النرويجية 10 أطنان مترية من القات في عام 2010، بزيادة عن أقل من 4 في عام 2006.
في عام 2016، قدرت بلدية أوسلو أن 50-70 ٪ من المهاجرين الصوماليين الذكور هم مستخدمون معتادون.

#### السويد
تم حظر العقار في السويد عام 1989 دون بحث. في عام 2007، قدر أن 30٪ من الذكور الصوماليين في السويد يستخدمون القات. وبلغت مضبوطات التهريب من قبل الشرطة نحو 9 أطنان سنويا.

#### المملكة المتحدة
تم حظر القات في المملكة المتحدة في 24 يونيو 2014. وقد أعرب المعلقون والمهنيون الصحيون وأفراد المجتمع عن مخاوفهم بشأن استخدام القات في المملكة المتحدة ، ولا سيما من قبل المهاجرين من الصومال واليمن وإثيوبيا. أشارت الدراسات حول آثار تعاطي القات من قبل المهاجرين على صحتهم النفسية إلى أن هناك حاجة إلى بحث أفضل حول مضغ القات وارتباطه المحتمل بالاضطرابات النفسية. كما أشارت إلى أن الخطاب العام حول هذه القضية أظهر عناصر من الذعر الأخلاقي. كما قامت بعض منظمات الجالية الصومالية بحملات لحظر القات. ونتيجة لهذه المخاوف ، كلفت وزارة الداخلية بإجراء دراسات بحثية متتالية للنظر في الأمر ، وفي عام 2005، عرضت مسألة الوضع القانوني للقات أمام المجلس الاستشاري حول إساءة استخدام المخدرات. وخلصت الدراسة إلى أن معظم المشاركين الذين استخدموا القات كانوا يستخدمونه بشكل معتدل من حيث الكمية المستخدمة وتكرار جلسات المضغ ومدتها ، وأن استخدام القات كان عادة نشاطًا اجتماعيًا. تم الحكم على أقلية صغيرة فقط من استخدام المشاركين في الدراسة للقات على أنه مفرط. بعد مراجعة دقيقة للأدلة ، أوصى المجلس الاستشاري حول إساءة استخدام العقاقير في يناير 2006 بضرورة بقاء وضع القات كمادة قانونية في الوقت الحالي.
في عام 2008، صرحت السياسية المحافظة سيدة وارسي أن حكومة المحافظين المستقبلية ستحظر القات. ذكر الموقع الإلكتروني لحزب المحافظين ، الذي أصبح في عام 2010 الحزب الأكبر في حكومة ائتلافية بريطانية، أن حكومة المحافظين «ستتصدى للممارسات الثقافية غير المقبولة من خلال»، من بين تدابير أخرى ، «تصنيف القات». في عام 2009، أصدرت وزارة الداخلية تكليفا بإجراء دراستين جديدتين عن آثار استخدام القات وفي حزيران / يونيه 2010، صرح متحدث باسم وزارة الداخلية بأن «الحكومة ملتزمة بمعالجة أي شكل من أشكال إساءة استخدام المواد وستبقي مسألة استخدام القات قيد الفحص الدقيق».
خلال مناقشة برلمانية حول مسألة الشرعية في 11 يناير 2012، صرح مارك لانكستر، عضو البرلمان المحافظ عن ميلتون كينز ، أن استيراد القات إلى المملكة المتحدة يبلغ 10 أطنان كل أسبوع.
في 23 يناير 2013، قال المجلس الاستشاري حول إساءة استخدام العقاقير (ACMD) إن هناك «أدلة غير كافية» على أن القات يسبب مشاكل صحية. وقال ACMD إنه «لا يوجد دليل» على ارتباط القات بالجريمة المنظمة أو الخطيرة ، وتم مضغه للحصول على «تأثير منبه خفيف أقل فعالية بكثير من الأدوية المنشطة مثل الأمفيتامين».
في 3 يوليو 2013، أعلنت وزيرة الداخلية البريطانية تيريزا ماي أنه كان من المقرر حظر القات في بريطانيا ، واصفة إياه بأنه مادة من الفئة C بموجب قانون إساءة استخدام العقاقير لعام 1971 .
أليكس ميلر ، صحفي من مونتريال ، كندا ، المجلة والقناة التلفزيونية Vice ، نظر في استخدام المادة والتأثير المحتمل للحظر في برنامج الشؤون الجارية الليلي في بي بي سي نيوزنايت  ونائب فيلم وثائقي.
ناشد نواب كينيون المملكة المتحدة عدم «إدانة الناس» من خلال حظر المنشطات العشبية القات 
في مارس 2014، أعلنت لجنة الشؤون الداخلية في مجلس العموم البريطاني أنها ستستمر في الضغط على حكومة المملكة المتحدة حتى لا تمضي في الحظر المفروض على القات. وكانت اللجنة قد أنهت قبل فترة وجيزة تحقيقًا وتقريرًا أوصى السلطات البريطانية بالامتناع عن حظر المصنع.
في 12 مايو 2014، أقر مجلس اللوردات طلبًا للموافقة على قانون إساءة استخدام المخدرات لعام 1971 (التعيين) (التعديل) (رقم 2) (إنجلترا وويلز واسكتلندا) الأمر لعام 2014،  أجل التحكم في Catha edulis كدواء من الفئة C. تم اقتراح تعديل ينص على ما يلي: «يأسف هذا المجلس لأن خطط حكومة صاحبة الجلالة لإدخال الأمر لا تتضمن أحكامًا بشأن مراجعة مدتها 12 شهرًا لتأثير إعادة تصنيف القات في ضوء التركيز المجتمعي غير المعتاد على هذا الأمر. استخدام ، لوضع إستراتيجية شرطية مفصلة في مكانها قبل سريان الحظر ، أو لاستراتيجية صحية لمنع نقل الإدمان إلى مواد أخرى ؛ ولا تلزم وزارة التنمية الدولية ببذل المزيد من العمل مع حكومة كينيا التخفيف من تأثير إعادة التصنيف على الاقتصاد الكيني». ومع ذلك ، فقد رفض التعديل بالتصويت. دخل الحظر حيز التنفيذ في 24 يونيو 2014.
في يناير 2015، ذكرت صحيفة بريستول بوست أن معظم بيوت القات في المدينة قد أغلقت ، «مما أجبر المستخدمين على تعاطي المخدرات في منازلهم بدلاً من ذلك». الشرطة المحلية ان البداية لم تسع لفرض الحظر، مما يتيح للمستخدمين فترة سماح، ولكن وفقا لبريستول المشاركة قد بدأت مؤخرا في اتخاذ إجراءات ضد استخدام القات وقد أصدر ثلاثة تحذيرات والحذر. بالإضافة إلى ذلك ، في سبتمبر 2014، صادرت الشرطة 24 كيسًا من القات المجفف من عقار في إيستون، لكن لم يتم القبض على أي شخص. بالإضافة إلى ذلك ، أشار مركز الموارد الصومالية إلى أن الحظر كان فعالاً على ما يبدو ، وأن الحظر أدى إلى تدمير سوق الاستيراد بالكامل حيث يجب أن يكون المصنع طازجًا حتى يتم استهلاكه. أشارت المشاورات مع الصوماليين في جلاسكو التي أجرتها المنظمة التطوعية الوطنية Fast Forward بناءً على طلب الجمعية الصومالية في غلاسكو في أكتوبر 2014 إلى استمرار استخدام القات في الأشكال الطازجة والمجففة من قبل بعض الصوماليين في المدينة ، وأن الحظر أدى أيضًا إلى قيام بعض المستخدمين بالبحث عن مواد أخرى. وبحسب ما ورد أدى الحظر إلى زيادة سعر القات في المملكة المتحدة. أفادت القناة الرابعة الإخبارية في سبتمبر 2014 أنه قبل الحظر ، وصل 20 طنًا من القات إلى مطار هيثرو يوميًا ، وستباع بسعر 3 جنيهات إسترلينية لكل حزمة. بعد الحظر ، ورد أنه بيع بسعر 30 جنيهًا إسترلينيًا لكل حزمة.

### قارة أمريكا الشمالية

#### كندا
في كندا ، يعتبر القات مادة خاضعة للرقابة بموجب الجدول الرابع من قانون الأدوية والمواد الخاضعة للرقابة (CDSA)، مما يعني أنه من غير القانوني السعي للحصول عليه أو الحصول عليه ما لم يوافق عليه ممارس طبي. حيازة القات للاستخدام الشخصي ليست جريمة قابلة للمقاضاة في كندا. العقوبة القصوى للاتجار أو الحيازة بقصد الاتجار هي عشر سنوات في السجن.
في عام 2008، أفادت السلطات الكندية أن القات هو أكثر المخدرات غير المشروعة شيوعًا التي يتم تهريبها في المطارات.
ومع ذلك ، في عام 2012، أيدت محكمة استئناف أونتاريو تسريحًا مطلقًا عام 2011 لامرأة شابة جلبت 34 كيلوغرامًا من القات إلى كندا في عام 2009. ووفقًا للدفاع ، فإن الحكم يقر بعدم وجود دليل عملي على ضرر القات. واصلت المحاكم في كيبيك وأونتاريو إخلاء سبيل المتهمين لإحضار القات إلى كندا لنفس السبب (لا يوجد دليل على ضرر القات) في 2014  و 2016.

#### الولايات المتحدة الأمريكية
في الولايات المتحدة ، يعتبر الكاثينون أحد أدوية الجدول الأول ، وفقًا لقانون المواد الخاضعة للرقابة الأمريكية. لاحظت قاعدة إدارة مكافحة المخدرات لعام 1993 التي وضعت الكاثينون في الجدول الأول أنها تحظر القات بشكل فعال:
"الكاثينون هو المكون النفسي الرئيسي للنبات" Catha edulis "(القات). يتم مضغ أوراق القات الصغيرة للحصول على تأثير منشط. ينتج عن تطبيق هذه القاعدة وضع أي مادة تحتوي على مادة الكاثينون في الجدول الأول
Catha edulis (القات) هو منبه مشابه للأمفيتامين ومشتقاته، وليس دواءً مصنفًا من قِبل إدارة الغذاء والدواء الأمريكية (إدارة الغذاء والدواء الأمريكية) وتنبيه الاستيراد رقم 66-23 (تاريخ النشر 03/18/2011) تنص على أنه «يجوز للمقاطعات احتجاز جميع إدخالات القات دون فحص جسدي»،  استنادًا إلى المادة 801 (أ) (3) من القانون الفيدرالي للأغذية والأدوية ومستحضرات التجميل على أساس أن «تصنيفها لا يحمل توجيهات مناسبة للاستخدام».
نظرًا لأن مداهمات القات الفيدرالية والمحلية غالبًا ما تستهدف المهاجرين من البلدان التي يكون فيها القات قانونيًا ، فقد أثيرت أحيانًا قضايا سوء التفاهم الثقافي.
في ولاية كاليفورنيا ، يعتبر كل من النبات نفسه وكذلك الكاثينون ، مكونه النشط ، غير قانونيين.

### قارة أستراليا

#### أستراليا
في أستراليا ، يخضع استيراد القات للرقابة بموجب لوائح الجمارك (الواردات المحظورة) لعام 1956. من غير القانوني استيراد القات إلى أستراليا للاستخدام الشخصي. لا يمكن استيراد القات إلا للأغراض الطبية أو العلمية.
استيراد القات بدون تصريح يخضع لغرامات أو ملاحقة. في عام 2003، كان العدد الإجمالي لتصاريح القات السنوية 294 وكان العدد الإجمالي لتصاريح القات الفردية 202 ولكن اعتبارًا من 1 ديسمبر 2013، لم تعد تصاريح استخدام القات من قبل الأفراد لأغراض ترفيهية / ثقافية. لا توجد حاليًا أي خطط من قبل الحكومة الأسترالية لتعديل اللوائح للسماح باستيراد القات للاستخدام الشخصي.
يُدرج القات في قائمة المخدّرات الخطرة المدرجة في الجدول 2 في كوينزلاند ، في نفس فئة الحشيش. الشرعية في نيو ساوث ويلز غير واضحة.
يحظر استيراد مادة القات (بما في ذلك المواد الطازجة أو المجففة أو المسحوقة أو الكبسولات أو الأقراص) بموجب لوائح الجمارك (الاستيراد المحظور) لعام 1956 ما لم يكن الشخص الذي يستورد المادة هو صاحب ترخيص استيراد وتصريح استيراد ممنوح من قبل إدارة السلع العلاجية (TGA). قانون الأمن الحيوي لعام 2015

#### نيوزلندا
في نيوزيلندا ، يُدرج القات كدواء من الفئة C ، في نفس فئة الحشيش والكوديين.

## جهود مكافحته

### اليمن

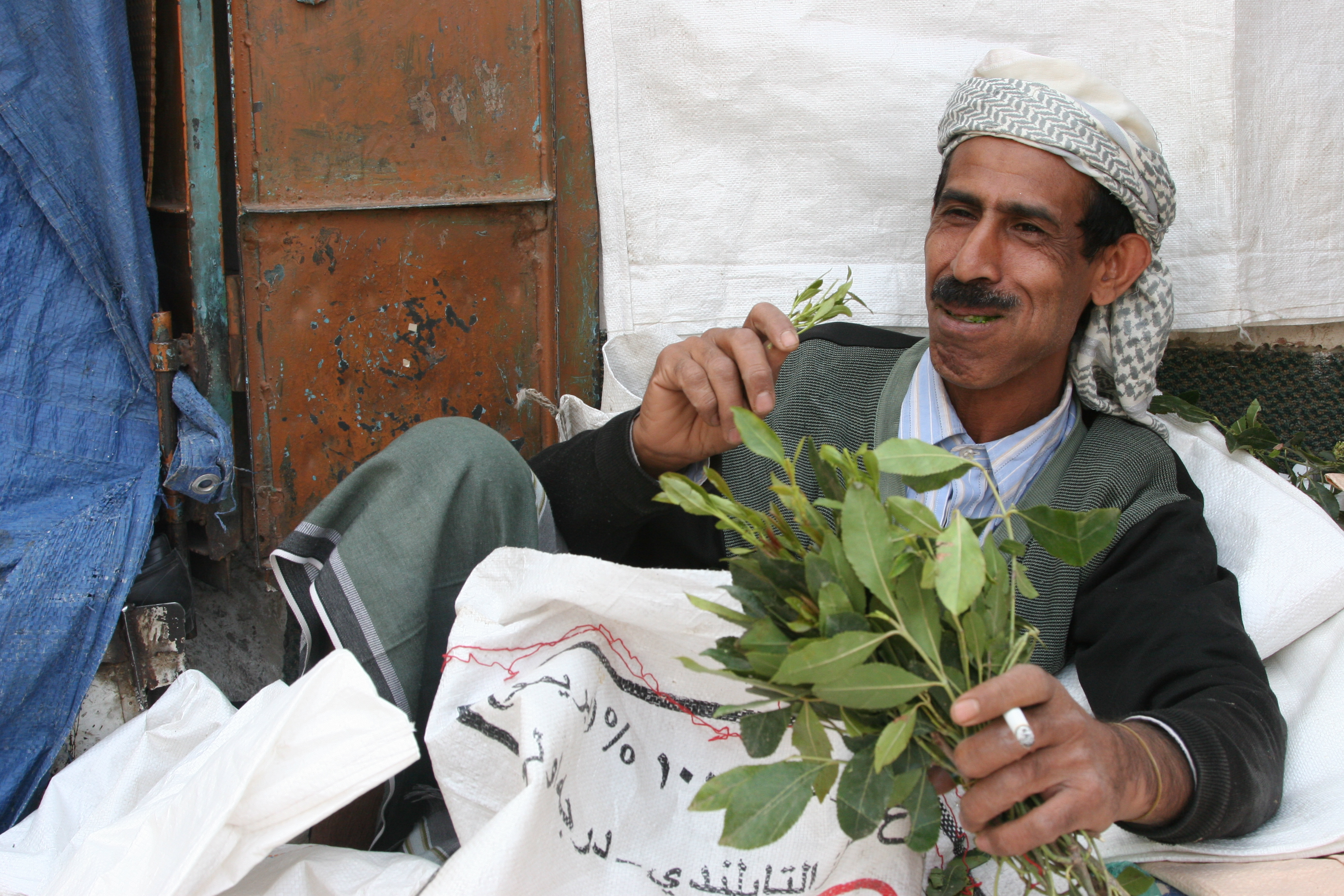
رجل من اليمن يمضغ القات.

فشلت كل الاقتراحات بتنظيم القات وتقنينه في شمال اليمن بسبب الفساد وأصحاب الأراضي الزراعية التي يزرع فيها القات من قبل الذين ينتمون لقبائل كبيرة تستفيد من تجارته. حاول رئيس الوزراء محسن العيني في فترة حكم القاضي عبد الرحمن الإرياني بأن يمنع مضغ القات في المؤسسات الحكومية ويمنع زراعته في الأراضي التابعة للدولة، اقتراحه هذا كان أحد أسباب سقوط حكومته.
ظهرت حملات شبابية مؤثرة قادتها الصحفية والناشطة هند الإرياني عبر وسائل التواصل الاجتماعية  ثم الفعاليات التوعوية والوقفات أمام البرلمان على مدار ثلاثة سنوات، كان أولها حملة «يوم بلا قات» في 12يناير 2012 وهذا اليوم تكرر الاحتفاء به تحت اسم «اليوم الوطني لمكافحة القات»، لاقت هذه الحملة انتشاراً واسعاً وتفاعل معها طلاب الجامعات في صنعاء وقامت مؤسسة شباب بلا قات في تعز  بالتوعية عن أضرار القات في خيمة في ساحة التحرير بتعز. تبع هذه الحملة حملة أخرى باسم «منشآت حكومية بلا قات» في 12 أبريل 2012 وبدأت بنفس الطريقة من على صفحة هند الإرياني في موقع تويتر، وتفاعل مع الحملة شخصيات مؤثرة سياسية وإعلامية كان هدف الحملة الضغط على الحكومة اليمنية لإقرار قانون يمنع مضغ القات في المؤسسات الحكومية  وتفاعل مع الحملة نشطاء من خمسة مدن يمنية (صنعاء، تعز، عدن، الحديدة، ذمار) ، منعت بعض الوزارات والمؤسسات موظفيها من مضغ القات منها وزارة حقوق الإنسان. قام النشطاء بحملات توعوية في المدارس والمنشآت الحكومية وتفاعل مع الحملة وزير التربية والتعليم ووزير الإعلام اللذا أصدرا قراراً بأن يكون يومي 11 و 12 أبريل يومين للتوعية في المدارس والإعلام الحكومي. تبع ذلك وقفات أمام البرلمان اليمني في صنعاء تعد الأولى من نوعها قام بها النشطاء بهدف الضغط لإقرار إستراتيجية وطنية تحل مشكلة القات تدريجياً وبالتعويض كتبها البرلماني نجيب غانم والتي تم رفضها سابقاً من قبل أعضاء البرلمان  بعد زيارة النشطاء لمجلس النواب تمت إعادة التصويت على مشروع القانون  ولكنه قوبل بالرفض من قبل غالبية أعضاء البرلمان بحجة أن القات «ذهب أخضر» حيث يتاجر بنبات القات معظم أعضاء البرلمان اليمني لم يتوقف النشطاء وأتبعوها بوقفة أخرى في نوفمبر 2012 ولكن تم الرفض للمرة الثانية.
في مايو 2013 قامت هند الإرياني بزيارة مؤتمر الحوار الوطني اليمني الذي كان يعد حلولاً سياسية واقتصادية واجتماعية، وكتبت الصفحة الخاصة بالمؤتمر عن هذه الزيارة والتي شارك فيها أعضاء مؤتمر الحوار بوقفة حاملين لوحات عليها جمل توعوية عن أضرار القات، كانت النتيجة التصويت بالإجماع على بند يتحدث عن إستراتيجية وطنية تحل مشكلة القات تدريجياً بالتعاون مع خمسة وزارات (الزراعة، المياه، التربية والتعليم، وزارة الشباب، وزارة الإعلام)  والذي أصبح بنداً دستورياً في مسودة الدستور اليمني الذي لم يتم التصويت الشعبي عليه بسبب الظروف السياسية واستيلاء الحوثيين على السلطة.
لازال النشطاء يجتمعون ضمن ما يسمى بنادي أصدقاء بلا قات والذي تم افتتاحه  في ديسمبر 2013 والذي يهدف لإيجاد بدائل ترفيهية وتثقيفية للشباب بدلاً من جلسات مضغ القات اليومية.
يعتبر القات محرماً دينياً بالنسبة لأبناء الطائفة الإسماعيلية والذين يزرعون اللوز والبن وقاموا بحملة لاقتلاع شجرة القات في مديرية مناخة واستبدالها بمحاصيل زراعية أخرى على المدرجات الجبلية كإنتاج البن والفواكه.

### السعودية
إنتاج وتعاطي وبيع القات في السعودية ممنوع قانونيًا. في عام 2009 تمت إزالة العديد من مزارع القات في جازان، حيث وصل الإنفاق السنوي هناك نحو 540 مليون ريال.

## طرق التعاطي
يضع المتعاطي أوراق القات في فمه ثم يقوم بمضغها وتخزنيها في أحد شدقيه ويمتصها ببطء عن طريق الشعيرات الدموية في الفم، أو يبتلع المتعاطي عصيرها مع قليل من الماء أو المشروبات الغازية بين الحين والآخر.
تستمر العملية هذه لساعات طويلة، حيث يبدأ المضغ «التخزين» في اليمن بعد تناول طعام الغداء الذي يكون غالباً بين الواحدة والثانية ظهراً إلى قبيل غروب الشمس، ثم يعاود بعضهم التعاطي مرة أخرى حتى ساعة متأخرة من الليل.
يصاحب تخزين القات تدخين المداعة أو الشيشة بصورة جماعية في غرف يطلق عليها في اليمن «دواوين» وتكون نوافذها مغلقة لاعتقاد المتعاطين أن الهواء الداخل من النوافذ قد يسبب لهم الصداع وقد يعكر الجو الذي يعيشونه، وفي بعض الدواوين يتكاثر في أجوائها سحب دخان السجائر الكثيفة.